# Chagossianer

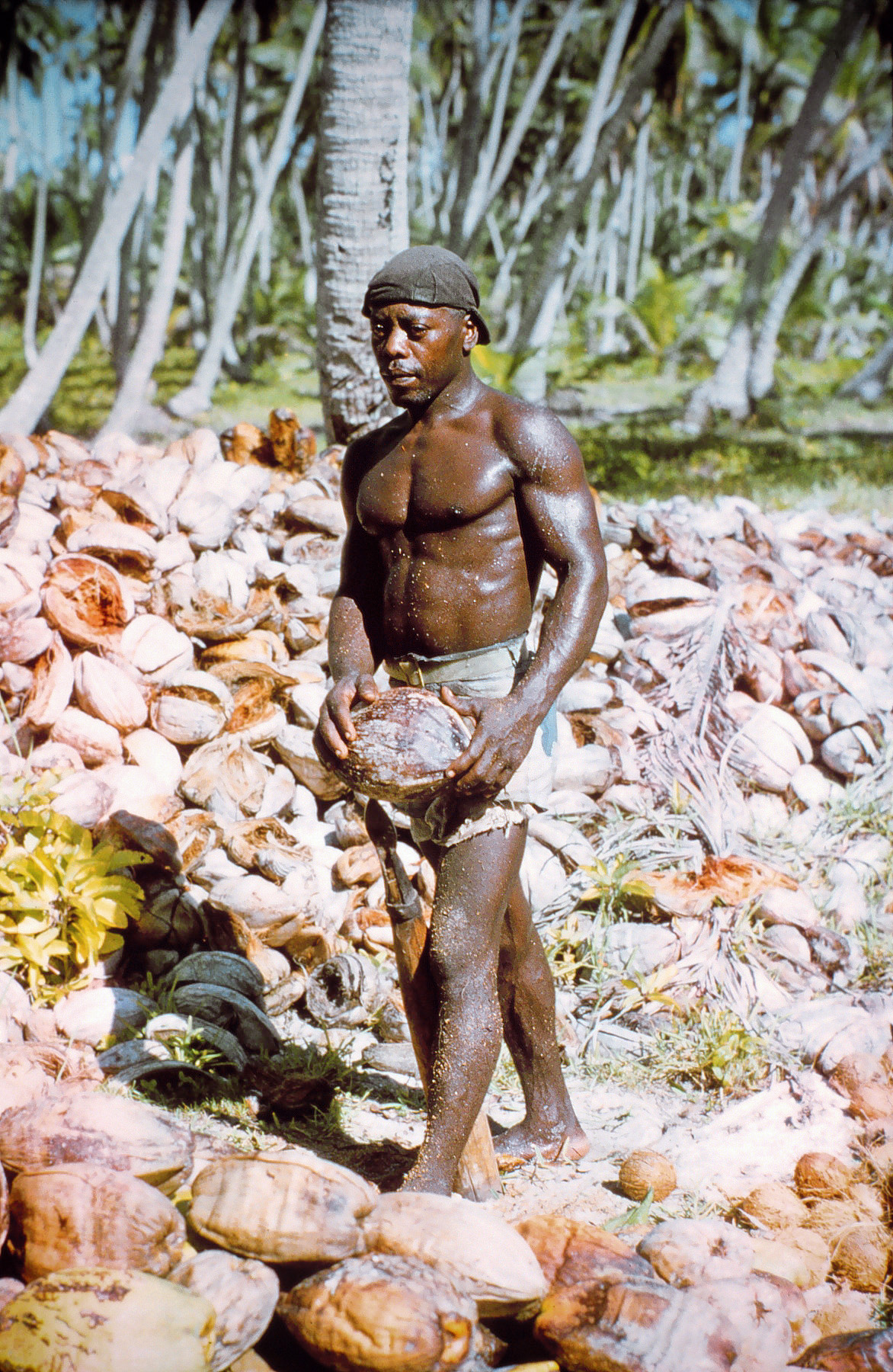
Chagossianer mit Kokosnussernte auf Diego Garcia, 1971

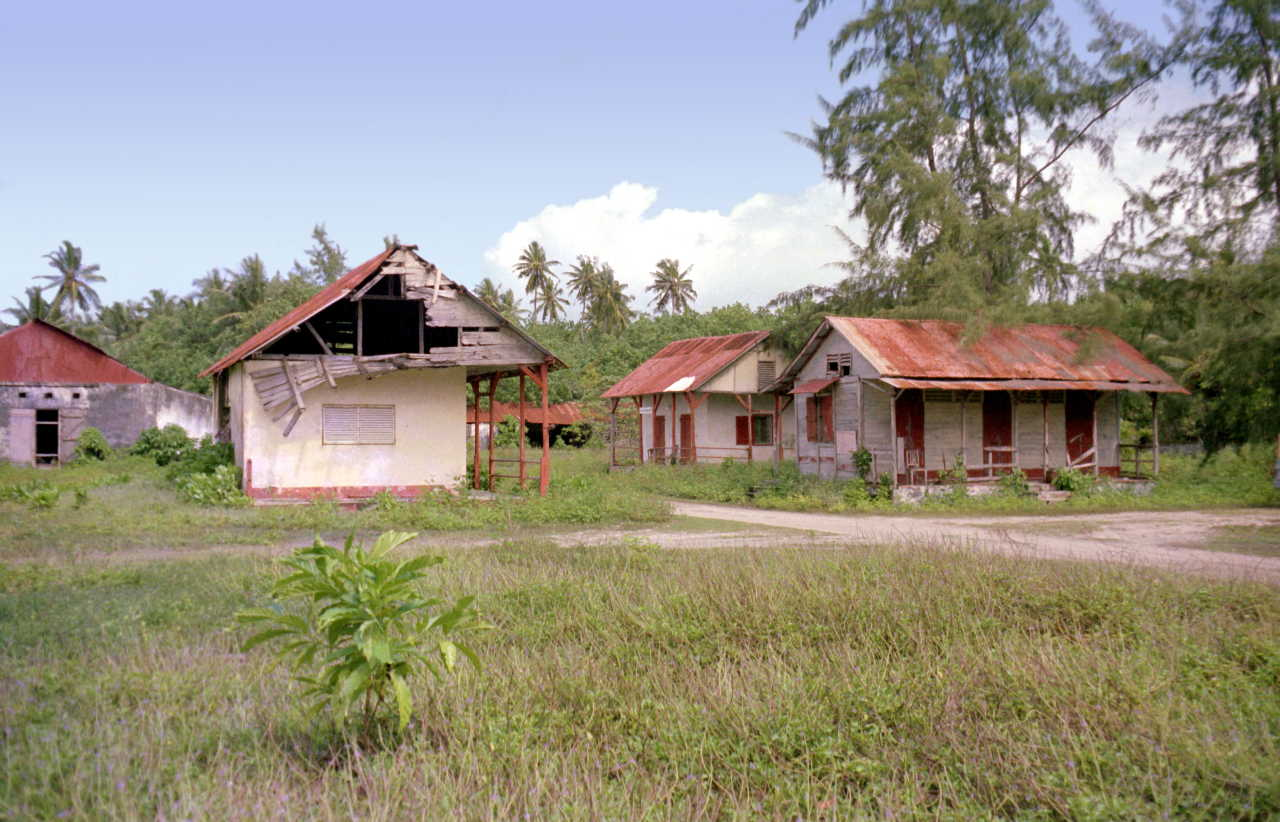
Verlassene Plantage auf Diego Garcia

Die Chagossianer, auch Chagossier oder Chagos-Insulaner (im lokalen französisch-basierten Kreol, dem Tschagos-Kreolisch, Sagosien; oder einfach Îlois, was für „Insulaner“, „Inselbewohner“ steht) sind eine Volksgruppe von gemischter madegassischer, mosambikanischer, indischer und französischer Abstammung, die vom Ende des 18. Jahrhunderts an bis zu ihrer erzwungenen Umsiedlung Ende der 1960er Jahre auf Diego Garcia und weiteren Inseln des Chagos-Archipels ansässig war. Heute leben Tausende Menschen chagossianischer Abstammung hauptsächlich auf Mauritius und auf den Seychellen sowie in Großbritannien.

## Geschichte
1783 erhielt der einflussreiche Zucker- und Kokosplantagenbesitzer Pierre Marie Le Normand aus Mauritius von der damaligen französischen Kolonialmacht eine Konzession, um auf der unbewohnten Insel Diego Garcia eine Kokosplantage zu errichten. Ein Jahr darauf brachte ein Schiff 79 mosambikanische und madegassische Sklaven, einige qualifizierte freie schwarze Arbeiter und Baumaterialien für die Plantage auf die Insel. 1790–1810 wurden drei weitere Kokosplantagen und eine – ebenfalls mit Sklavenarbeit betriebene – Fischereisiedlung errichtet. Auch auf anderen Inseln des Chagos-Archipels wurden Plantagen aufgebaut und Sklaven importiert.
Anfang des 19. Jahrhunderts kam der Chagos-Archipel unter britische Kolonialherrschaft und wurde an die Kolonie Mauritius angeschlossen. 1826 bestand die Bevölkerung aus 375 Sklaven, neun Weißen, 22 freien Farbigen und 42 Leprakranken. Die meisten Chagossianer wanderten nach der Abschaffung der Sklaverei 1835 als Fischer, Bauern und Kokosplantagenarbeiter ein. Vor allem Kontraktarbeiter aus Indien kamen auf die Inseln und vermischten sich mit der bereits ansässigen Bevölkerung, die großenteils zum Katholizismus konvertierte. Bis 1880 war die Einwohnerzahl des Chagos-Archipels auf etwa 760 angewachsen.
Von der Außenwelt waren die Chagossianer weitgehend abgeschnitten, da gerade zwei- bis dreimal im Jahr reguläre Schiffsverbindungen bestanden, die Vorräte brachten, Einwohner und Einwanderer transportierten und Kopra und Kokosöl für den Verkauf in Mauritius mitnahmen. Dies änderte sich für wenige Jahre, als 1882 auf Diego Garcia eine Bekohlungsstation für Dampfschifffahrtslinien durch den Indischen Ozean gebaut wurde. Bis 1888 kamen so weitere Arbeiter aus Somalia, England, Griechenland und Italien, und regelmäßig legten Schiffe aus Australien und Europa an. Als die Station wegen finanzieller Probleme Ende der 1880er Jahre geschlossen wurde, kehrten die Chagos-Inseln zu ihrer Isolation zurück. In der Isolation bildete sich auch das eigene, französisch-basierte Tschagos-Kreolisch als Sprache der Chagossianer heraus, die mit dem Seselwa und dem Morisyen verwandt ist.

## Umsiedlung
1965 wurde Mauritius unabhängig, während die Chagos-Inseln zum Britischen Territorium im Indischen Ozean wurden. Im darauffolgenden Jahr verpachtete Großbritannien den Archipel für 50 Jahre an die USA, die auf Diego Garcia einen Militärstützpunkt errichteten. Hierzu wurden die Inseln zum Sperrgebiet erklärt und die damals 1500 bis 2000 Chagossianer in den Jahren 1967 bis 1973 nach Mauritius und auf die Seychellen zwangsumgesiedelt. In Mauritius fanden die Umgesiedelten oftmals prekäre Lebensbedingungen vor. Heute leben dort unterschiedlichen Angaben zufolge 5000 bis 8000 Menschen chagossianischer Abstammung hauptsächlich in Slums bei Port Louis. Andere leben in Großbritannien oder auf den Seychellen.

Flagge der Chagossianer

## Gerichtliche Auseinandersetzung um Rückkehrrecht
Bis heute kämpfen die Chagossianer vor britischen und internationalen Gerichten für ihr Recht auf Rückkehr. Im Jahr 2000 gab ihnen der High Court of Justice Recht, was aber folgenlos blieb. 2002 unterzeichnete Außenminister Jack Straw ein Dokument, mit dem den Chagossianern die britische Staatsangehörigkeit erteilt wird. 2003 entschied der High Court in einem kontroversen Urteil, dass den Chagossianern keinerlei Entschädigung von Großbritannien zustehe. Im Jahr 2004 erließ die Königin Elisabeth II. eine Order-in-Council, die die Chagossianer aus ihrer Heimat verbannt. Im Mai 2006 erklärte der High Court diese Order-in-Council aber für rechtswidrig. Dies wiederum wurde von der Regierung angefochten und an das Appellationsgericht (Court of Appeal) weitergezogen. Im Februar 2007 drohte der Präsident von Mauritius, aus Protest gegen die „barbarische“ Behandlung der Chagossianer aus dem Commonwealth auszutreten. Im Mai 2007 entschied der Court of Appeal zugunsten der Chagossianer. Die Regierung appellierte weiter an das House of Lords, das 2008 gegen die Chagossianer entschied. Dagegen wurde Klage beim Europäischen Gerichtshof für Menschenrechte erhoben. Ende 2012 entschied der Europäische Gerichtshof für Menschenrechte, dass er keine Jurisdiktion über die Sache der Chagossianer habe, da aufgrund einer 1982 erfolgten abschließenden Einigung zur Wiedergutmachung zwischen Großbritannien und den Chagossianern deren Opferstatus entfallen sei. Deswegen und weil die britischen Gerichte den Chagossianern bereits Rechtsschutz gewährten, wies der Gerichtshof die Klage nach Art. 35 EMRK ab. Im Dezember 2010 reichte Mauritius Klage beim Ständigen Schiedshof in Den Haag gegen das Vereinigte Königreich ein. Im März 2015 erklärte das Schiedsgericht, dass das Vereinigte Königreich durch die Einrichtung eines Meeresschutzgebiets um den Chagos-Archipel im April 2010 gegen das Seerechtsübereinkommen der Vereinten Nationen verstoßen habe. Anfang 2013 reichten die Chagossianer Klage beim Internationalen Gerichtshof in Den Haag gegen das Vereinigte Königreich ein.
Im April 2006 konnte eine Gruppe von 100 Chagossianern auf Kosten des British Foreign Office den Chagos-Archipel besuchen.
Im April 2012 wurde eine internationale Petition an die Vereinigten Staaten eingereicht, um das Weiße Haus darum zu bitten, den Fall der Chagossianer zu überprüfen.
Eine offizielle Antwort wurde auf der Petitionsseite des Weißen Hauses veröffentlicht. Darin wird die Zuständigkeit für den Fall der Chagossianer an das Vereinigte Königreich verwiesen.
Der Pachtvertrag mit den USA über den Chagos-Archipel wurde 2016 um zwanzig Jahre bis 2036 verlängert. Die britische Regierung vertritt die Meinung, dass eine Rückkehr der Bewohner und ihrer Nachfahren erst möglich sei, wenn keine Notwendigkeit für die weitere militärische Nutzung spricht.
Mauritius erhebt bis heute Gebietsansprüche auf das gesamte Territorium. Am 23. Juni 2017 entschied die Generalversammlung der Vereinten Nationen mit 94 zu 15 Stimmen, den Fall dem Internationalen Gerichtshof in Den Haag vorzulegen. Wie am 25. Februar 2019 bekannt wurde, entschied dieser in einem völkerrechtlich nicht bindenden Gutachten, dass die britische Herrschaft illegal und der rechtmäßige Verwalter Mauritius sei. Laut dem Präsidenten des Gerichts, Abdulqawi Ahmed Yusuf, sei es die Pflicht des Vereinigten Königreichs, sich so schnell wie möglich von der Insel zurückzuziehen.
Am 22. Mai 2019 forderte die UN-Vollversammlung Großbritannien in der Resolution 73/295 auf, die Kontrolle binnen sechs Monaten an Mauritius abzutreten. 116 Staaten stimmten für die Resolution und sechs dagegen. Dagegen stimmten neben dem Vereinigten Königreich die Vereinigten Staaten, Ungarn, Israel, Australien und die Malediven. 56 Länder enthielten sich, darunter Deutschland, Frankreich, die Niederlande, Portugal, Polen und Rumänien. Andere europäische Staaten wie Österreich, die Schweiz, Irland, Spanien, Schweden und Griechenland stimmten dafür. Die Abstimmung wurde vielfach als schwere diplomatische Niederlage des Vereinigten Königreichs bewertet. Die Frist verstrich im November 2019, ohne dass es zu einer Rückgabe kam. Am 25. Januar 2021 sprach der Internationale Seegerichtshof die Chagos-Inseln Mauritius zu und bestätigte damit die Entscheidung des Internationalen Gerichtshofs vom Februar 2019.
Am 25. August 2021 beschloss der Weltpostverein auf Betreiben von Mauritius, künftig Briefmarken mit dem Aufdruck British Indian Ocean Territory von Chagos nicht mehr zu akzeptieren. Chagos solle stattdessen Briefmarken von Mauritius verwenden.
Am 3. November 2022 willigte das Vereinigte Königreich ein, Verhandlungen mit Mauritius über den künftigen Status des Chagos-Archipels zu führen.
Am 3. Oktober 2024 wurde eine Einigung erreicht, die vorsieht, die Souveränität über den Archipel an Mauritius zu übertragen. Allerdings soll Diego Garcia mit seinen Militärbasen für mindestens 99 Jahre weiter vom Vereinigten Königreich genutzt und verwaltet werden dürfen. Die ehemaligen Einwohner erhalten eine finanzielle Kompensation und eine Rückkehrmöglichkeit auf alle Inseln mit Ausnahme von Diego Garcia. Zudem wurde eine jährliche Zahlung an Mauritius vereinbart.